# Sacro Monte del Santuario di Sant'Anna di Montrigone
Il Sacro Monte del Santuario di Sant'Anna di Montrigone è un complesso architettonico religioso sito a Borgosesia, in provincia di Vercelli.
Deve considerarsi parte di quel sistema di Sacri Monti prealpini che caratterizzò, particolarmente nel XVI e XVII secolo, il grande afflato di religiosità popolare che si espresse tra Piemonte e Lombardia.

## Storia e profilo artistico
L'altura di Montrigone - l'antico Monte Rigone sul quale ancora nel XIV secolo si ergeva un castello dei conti di Biandrate, poi distrutto da una rivolta di popolo contro i gravami imposti dai feudatari - è oggi inglobata nel territorio urbano di Borgosesia

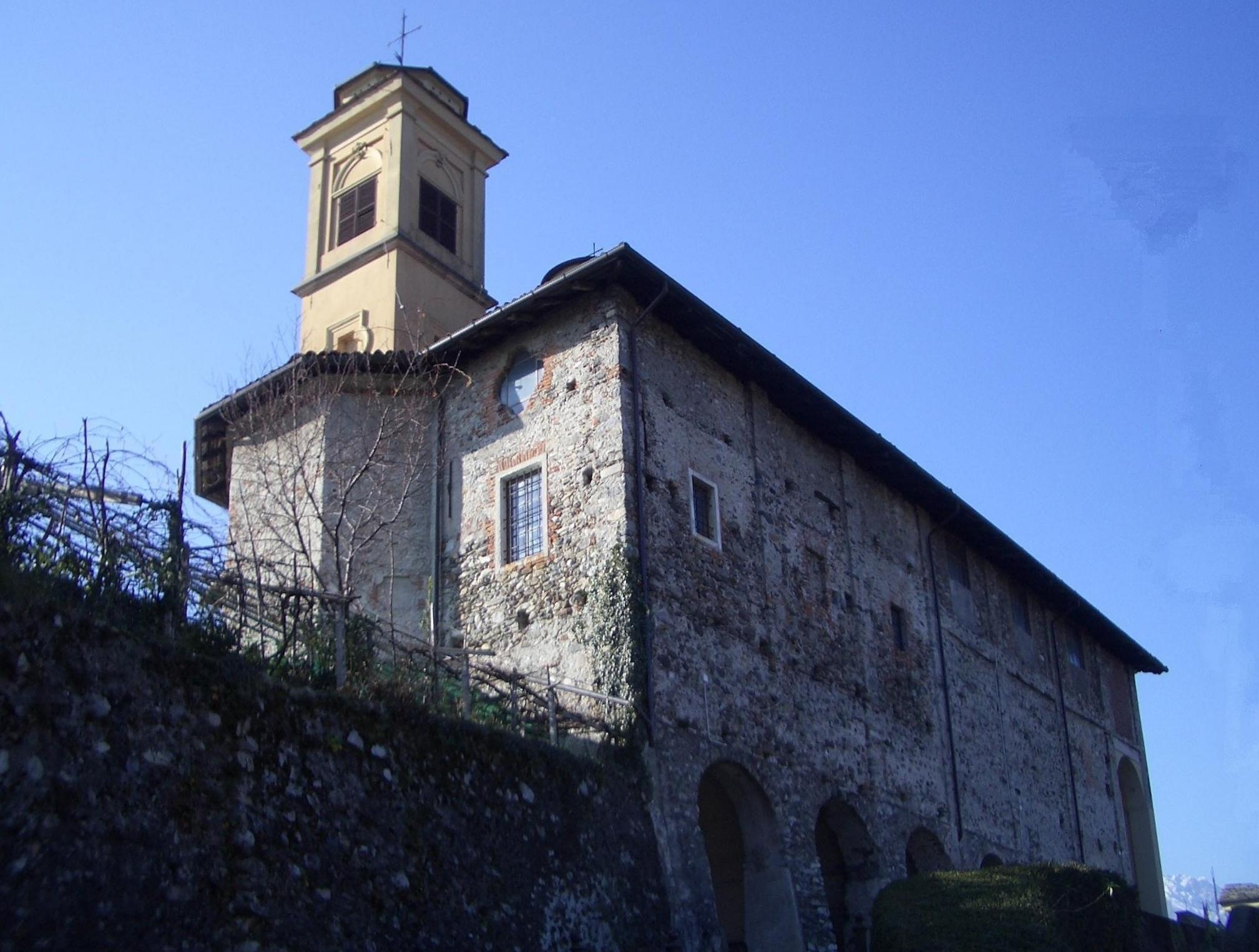
Veduta del lato sinistro del Santuario di Sant'Anna

Percorrendo la salita che, in mezzo ai pini, porta al Santuario di Sant'Anna si incontrano le 14 edicole, stazioni della Salita al Calvario (erette nel 1753 e affrescate dal pittore valsesiano Lorenzo Peracino), così che il sito potrebbe essere incluso tra i complessi devozionali dedicate alla Via Crucis. Entrando nel santuario si incontrano sei cappelle dedicate, ognuna, ad un episodio della Vita della Vergine, e popolate da un complessivo di circa 150 statue in terracotta policroma; alle cappelle si aggiunge, come in una sorta di cappella del Paradiso (evocante quella del Sacro Monte di Crea), la decorazione fittile della cupola con la Assunzione di Maria
La decisione di costruire un santuario in cima all'altura di Montrigone (inizialmente dedicato alla Madonna delle Grazie, San Rocco e San Marco) fu assunta dai fedeli di Borgosesia trascinati dall'impegno organizzativo e finanziario che un mugnaio del borgo, Gian Battista Daij detto "Paniga", si assunse in prima persona. Si onorava in tal modo un voto fatto dalla comunità locale durante la terribile peste del 1629-31.
La realizzazione dei gruppi statuari all'interno del santuario, e di quelli poi aggiunti sotto gli archi esterni, nelle nicchie scavate nella roccia (con le scene di Cristo Morto, Maddalena Penitente e San Giovanni Battista), mostra quale rilevanza, come modello di arte sacra capace di coinvolgere emotivamente i fedeli, dovessero avere a quel tempo, in tutta la diocesi di Novara, le cappelle costruite sopra la parete di Varallo. Non a caso il complesso di Montrigone venne definito anche "porta del Sacro Monte di Varallo".
È assai probabile che il progetto della chiesa - avente per altro una struttura assai semplice (vedi foto)- sia opera di Giovanni d'Enrico, architetto e grande plasticatore, artefice dei lavori che in quegli anni si erano realizzati a Varallo. Si sa con certezza che a lui, ormai ottantenne, fu anche affidata la realizzazione dei gruppi statuari delle cappelle. 
Per eseguire tale commessa, Giovanni si trasferì a Borgosesia (1640) assieme alla sua bottega, diretta ormai dal suo allievo Giacomo Ferro, a quel tempo suo socio; vi lavoravano anche i fratelli di questi Giovanni ed Antonio. 
È verosimile che Giovanni d'Enrico si limitasse a quel tempo ai compiti di ideazione e disegno delle scene. Le statue mostrano alcune essenzialità e ruvidità stilistiche che ne dichiarano forse una qualche fretta esecutiva. Tuttavia, in alcuni volti ed in alcuni gesti di forte intensità espressiva - particolarmente nelle cappelle dell'Annunciazione e della Visitazione - è possibile cogliere la mano del maestro, e finanche l'impronta artistica lasciata in Valsesia da Gaudenzio Ferrari.